# Ambrož Optinský
Ambrož Optinský (5. prosince 1812, osada Bolšaja Lipovica, Tambovská Gubernie – 23. října 1891) byl starec a jeroschimonach v monastýru (klášteře) Optina Pustyň. 
Byl svatořečen v roce 1988 synodem Ruské pravoslavné církve. Uctíván je jako světec v pravoslavných církvích.

## Život
Ambrož se narodil v Tambovské gubernii jako Alexandr Michajlovič Grenkov. 
Těžce onemocněl a dal Bohu slib, že pokud se vyléčí, stane se mnichem. Po náhlém uzdravení byl vyzván starcem Hilarionem, aby vstoupil do kláštera Optina-Pustyn. 
Ambrož měl velmi živý humor a společenský charakter, což bylo v rozporu s jeho stoičtější duchovní disciplínou. Ambrož měl během svého života mnoho zápasů s nemocemi a na základě těchto zápasů měl mnoho příležitostí nahlédnutí do lidského vědomí těch, kdo k němu přicházeli se žádostí o radu. 
Ambrož přijal mnišské postřižení po pouhých třech letech v monastýru, v roce 1842. Přijal mnišské jméno Ambrož ku cti svatého Ambrože, biskupa milánského. 
Za další tři roky Ambrož povýšil v rámci hierarchie v monastýru a byl vysvěcen na jeromonacha (mnicha-kněze). Během cesty do Kalugy na své kněžské svěcení se Ambrož nastydl. Od té doby se jeho zdraví natolik zhoršilo, že téměř nemohl sloužit jako kněz.
Kvůli nemoci byl Ambrož nucen na několik let žít téměř zcela o samotě ve skitu. Toto odloučení od společnosti mu však umožnilo soustředit se na zvládnutí Ježíšovy modlitby neboli hesychasmu a zažít význam hesychia, neboli ticha duše před Bohem (jedná se o formu křesťanské mystiky). 
I přes slabé zdraví Ambrož pokračoval v práci. Pomáhal zejména otci Makarymu s překladem díla církevních otců, zejména s překladem Žebříku nebeského vzestupu. 
Ambrož udržoval svou korespondenci a rady poutníkům a později jako starec (titul pro duchovního otce) z lásky ke všem lidem, kterým radil. Ke každému člověku, který ho vyhledal měl slova duchovního poučení a útěchy.
Ambrož byl schopen moudře poradit druhým lidem a díky své pokoře hledal radu také v modlitbě a u ostatních, aniž by se spoléhal na vlastní mysl, byť měl dar uvažování. Když Macarius zemřel, neměl se ve svém klášteře na koho obrátit, obrátil se nejprve na svého biskupa Řehoře. A postupem času, když se Ambrož od některých důvěryhodných lidí dozvěděl o jednom skrytém, potulném duchovním starci, se jej snažil neprodleně vyhledat a duchovně se s ním sblížit. Tomuto starci neustále psal tajné dopisy se záměrem dělat vše s radou druhého člověka, ve kterém viděl vyjádření vůle Boží – nenásledovat svou vlastní vůli, ale vůli Kristovu (který je viděn i v lidech).